# La Capelle
La Capelle là một xã ở tỉnh Aisne, vùng Hauts-de-France thuộc miền bắc nước Pháp.